# 臨港エステート
臨港エステート株式会社（りんこうエステート）は、川崎市川崎区に本社を置く不動産会社。臨港バスグループに所属している。

## 沿革
- 2005年（平成17年）10月3日 - 臨港バスの不動産部門を分社化して設立。

## 営業内容
- 不動産賃貸事業（賃貸ビル・マンション・駐車場）